# کدروفکا (سرزمین آلتای)
کدروفکا (به لاتین: Kedrovka) یک منطقهٔ مسکونی در روسیه است که در سرزمین آلتای واقع شده‌است.